# Woman Opening Umbrella
Woman Opening Umbrella (em tradução livre, Mulher abrindo guarda-chuva) é um filme mudo britânico em curta-metragem realizado em 1887, parte do estudo do inventor e fotógrafo Eadweard Muybridge à respeito da locomoção humana e animal.
Não se trata de um filme como entendemos hoje, mas de uma sequência de fotografias de apenas alguns segundos, dispostas de forma a criar a impressão de movimento.

## Sinopse
Esta série de fotografias retrata uma jovem abrindo um guarda-chuva, em uma sequência de três ângulos diferentes. Assim como em outros filmes de seu estudo sobre o movimento, Muybridge explora a nudez, embora aqui a modelo usasse um vestido transparente, não estando completamente despida como em outros casos. Ele considerava que a nudez tornava a locomoção humana mais fácil de ser estudada. 